# Christopher Dibon
Pour les articles homonymes, voir Dibon.
Christopher Dibon est un footballeur international autrichien, né le 2 novembre 1990 à Schwechat (Autriche). Il occupe actuellement le poste de défenseur au Rapid Vienne.

## Biographie

### International
Le 7 juin 2011, il reçoit sa première sélection en équipe d'Autriche, lors du match Autriche - Lettonie à l'UPC-Arena (victoire 3-1).

## Statistiques

### En club
| Saison  | Club          | Pays     | Division     | Championnat | Championnat | Coupes d’Europe | Coupes d’Europe |
| Saison  | Club          | Pays     | Division     | Matchs      | Buts        | Matchs          | Buts            |
| ------- | ------------- | -------- | ------------ | ----------- | ----------- | --------------- | --------------- |
| 2007-08 | Admira Wacker | Autriche | Erste Liga   | 0           | 0           | 0               | 0               |
| 2007-08 | SK Schwadorf  | Autriche | Erste Liga   | 12          | 2           | 0               | 0               |
| 2008-09 | Admira Wacker | Autriche | Erste Liga   | 25          | 0           | 0               | 0               |
| 2009-10 | Admira Wacker | Autriche | Erste Liga   | 31          | 3           | 0               | 0               |
| 2010-11 | Admira Wacker | Autriche | Erste Liga   | 36          | 1           | 0               | 0               |
| 2011-12 | Admira Wacker | Autriche | 1.Bundesliga | 10          | 0           | 0               | 0               |
| Total   | Total         | Autriche | 1.Bundesliga | 10          | 0           | 0               | 0               |
| Total   | Total         | Autriche | Erste Liga   | 104         | 6           | 0               | 0               |

### En sélection nationale
| Sélection  | Année | Matchs | Buts |
| ---------- | ----- | ------ | ---- |
| Autriche A | 2011  | 1      | 1    |
| Total      | Total | 1      | 1    |

### Buts en sélection
| Buts en sélection de Christopher Dibon | Buts en sélection de Christopher Dibon | Buts en sélection de Christopher Dibon | Buts en sélection de Christopher Dibon | Buts en sélection de Christopher Dibon | Buts en sélection de Christopher Dibon | Buts en sélection de Christopher Dibon |
|                                        | Date                                   | Lieu                                   | Adversaire                             | Score                                  | Résultat                               | Compétition                            |
| -------------------------------------- | -------------------------------------- | -------------------------------------- | -------------------------------------- | -------------------------------------- | -------------------------------------- | -------------------------------------- |
| 1.                                     | 7 juin 2011                            | UPC-Arena, Graz (Autriche)             | Lettonie                               | 1-1                                    | 3-1                                    | Match amical                           |

NB : Les scores sont affichés sans tenir compte du sens conventionnel en cas de match à l'extérieur (Autriche-Adversaire)